# Paul Simonon
Paul Gustave Simonon [uitspraak: ˈsɪmənən] (Thornton Heath, 15 december 1955) is een Brits gitarist die eind jaren zeventig bekend werd als bassist van de succesvolle punkgroep The Clash. Later speelde hij in bands als Gorillaz en The Good, the Bad & the Queen.

## Loopbaan
Simonon is afkomstig uit de Londense regio Croydon. Zijn vader Gustave was een schilder en zijn moeder Elaine was een bibliothecaresse. Hij groeide op in de Zuid-Londense regio Brixton, maar woonde ook in Ladbroke Grove in West-Londen. Simonon bracht ongeveer een jaar door in Siena en Rome met zijn moeder en plusvader. Hij zou als tiener een voetbalhooligan zijn geweest. Hij studeerde aan de Byam Shaw School of Art gevestigd in Kensington, met een beurs.

### The Clash
Simonon ontmoette gitarist Mick Jones in 1976. Zes maanden later was de punkgroep The Clash gevormd. Zanger Joe Strummer sloot zich namelijk bij hun band aan. Simonon leerde zijn baspartijen van Jones en wist nog niet hoe hij basgitaar moest spelen toen de groep voor het eerst de studio indook. Het bedenken van de bandnaam is zijn verdienste en hij was ook verantwoordelijk voor de visuele aspecten zoals kleding en de inrichting van de podia waar ze optraden. Voor de cover van het dubbelalbum London Calling fotografeerde Pennie Smith hem wanneer hij zijn Fender Precision Bass-gitaar kapot slaat tijdens een concert uit 1979 in New York. De foto met Simonon groeide uit tot een van de meest iconische foto's van het punk-tijdperk. Met The Clash scoorde Simonon tal van grote hits.
Simonon speelde basgitaar op bijna alle nummers van The Clash. Opnames waar hij niet op speelde zijn twee van de commerciële nummers van The Clash; "The Magnificent Seven" en "Lightning Strikes (Not Once but Twice)" (niet commercieel) op het album Sandinista! (gespeeld door Norman Watt-Roy), "Rock the Casbah" op het album Combat Rock (gespeeld door drummer Topper Headon) en voorts 10 van de 12 nummers op het album Cut the Crap (gespeeld door Norman Watt-Roy). Het album Sandinista! bestaat zelfs uit bas gespeeld door Jones of Strummer, waarvan Simonon sommige, maar mogelijk niet alle, opnieuw heeft opgenomen, zodra hij weer deelnam aan de sessies na de opnames voor de punkfilm Ladies and Gentlemen, The Fabulous Stains uit 1982. Simonons contrapuntige, door reggae/ska beïnvloede, baslijnen zouden hem als het ware uniek maken ten opzichte van de bassisten uit die tijd in hun complexiteit en de rol van de basgitaar binnen hun bands.
The Clash hield op te bestaan in 1986, nadat begin jaren tachtig de meest succesvolle bezetting (Strummer, Jones, Simonon en Headon) door tweedracht uit elkaar viel. Topper Headon, wegens een heroïneverslaving en daarna Mick Jones moesten namelijk de band verlaten en de kwaliteit van de band nam mede daardoor af.
In de biografische film London Town over The Clash, uit 2016, wordt Simonon gespeeld door Pete Morrow.

### Werk na The Clash

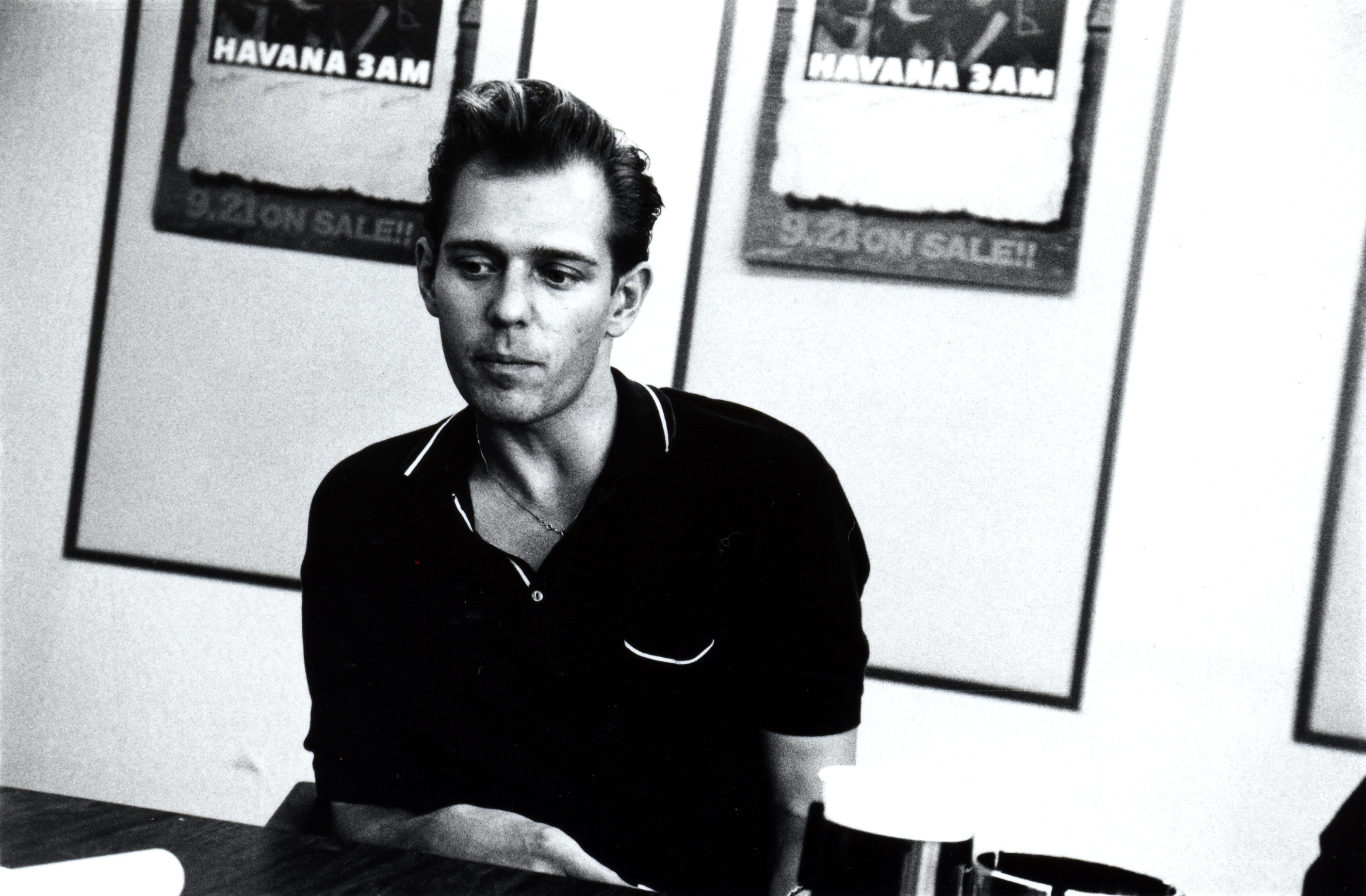
Paul Simonon in 1991

Na de split van The Clash in 1986 startte Simonon een eigen band genaamd Havana 3am. De band nam één album op in Japan voordat ze uit elkaar ging. Simonon nam ook deel aan een Bob Dylan-sessie samen met gitarist Steve Jones van de Sex Pistols, dit alles was onderdeel van Dylans vijfentwintigste studioalbum Down in the Groove. Simonon was ook actief als kunstenaar – de passie van zijn vader – voordat The Clash werd opgericht. Hij heeft verschillende galerijen gehouden en ontwierp de platenhoes voor Tighten Up, Vol. 88, het derde studioalbum van Mick Jones' band Big Audio Dynamite. Daarnaast ontwierp hij de cover voor de single "Herculean" van The Good, the Bad & the Queen, een project met Damon Albarn waarop Simonon bas speelt.
In 2010 volgde een reünie tussen Simonon, Damon Albarn en Mick Jones op het album Plastic Beach van de triphopband Gorillaz. Hij was de bassist voor Gorillaz op Plastic Beach, met Mick Jones op gitaar. De groep was in 2011 headliner van het Coachella Festival.

## Groenactivisme
In november 2011 ging Simonon aan boord van het Greenpeace-schip Esperanza, incognito onder het mom van "Paul de assistent-kok". Dit als reactie op de arctische olieboringen op zee nabij Groenland door het Brits oliebedrijf Cairn Oil. Simonon sloot zich samen met andere Greenpeace-activisten aan bij het illegaal aan boord gaan van een van Cairns olieplatforms; een actie die hem twee weken in een gevangenis op Groenland opleverde. Zijn identiteit werd na de reis aan andere bemanningsleden onthuld. Uiteindelijk werd Simonon weer vrijgelaten en vergezelde de bassist prompt Damon Albarn en de andere leden van The Good, the Bad & the Queen voor een optreden in Londen ter ere van het 40-jarig jubileum van Greenpeace.

## Trivia
Simonon heeft met Joe Strummer een cameo als politie-agent in de videoclip van "Medicine Show" door Big Audio Dynamite, de band van Mick Jones.